# Mikaela Ardai Jennefors
Mikaela Anna Jockelina Ardai Jennefors, född 4 oktober 1993 i Stockholm, är en svensk röstskådespelare och skådespelerska. Hon är dotter till Joakim Jennefors och Charlotte Ardai Jennefors samt syster till Amanda Jennefors som också de är röstskådespelare.
Ardai Jennefors har medverkat i svenskdubbade versioner av serier och filmer från Disney, Pixar och Dreamworks.